# Carl Utterström
Carl Oscar Utterström, född 13 februari 1881 i Irsta socken, död 7 oktober 1961 i Måtteby, Frösthults socken, var en svensk lantbrukare och politiker.
Carl Utterström var son till skräddarmästaren och lantbrukaren Per Aron Utterström och Maria Mathilda Jonsdotter. Han var 1902–1903 stenarbetare och 1904–1906 jordbruksarbetare. Han slog sig sedan ned som jordbrukare i Frösthults socken, och blev där snart en mycket anlitad kraft inom det kommunala livet. Utterström var bland annat ordförande i Frösthults landskommuns kommunalstämma 1919–1935 och i kommunalnämnden 1919–1924 samt 1926–1932. Från 1923 var han landstingspolitiker i Västmanlands län. Dessutom var Utterström en av de mest engagerade ledarna inom jordbrukets ekonomiska föreningsrörelse, där han särskilt inom mejerihanteringen innehade betydande förtroendeposter. Han var ordförande i Frösthults lantmäns handelsförening 1921–1934 och var från 1923 ordförande i Lantmännens handelsförening i Enköping. År 1929 blev Utterström ordförande i Lantmännens slakteriförening och 1934 i Jordbrukets föreningsråd. Åren 1936–1946 var Utterström verkställande direktör i Mjölkcentralen i Stockholm. Han var vice ordförande i Svenska mejeristernas riksförening från 1932 och från 1936 jourhavande styrelseledamot där. Utterström invaldes som ledamot av Lantbruksakademien 1946. Han blev riddare av Vasaorden 1939 och av Nordstjärneorden 1945.